# 陳瑋薇
陳瑋薇（1985年11月8日—），台灣主持人、演員，兒童節目主持人，後轉戰外景節目主持人及演員，2014年曾以電視節目《生活裡的科學》榮獲第49屆金鐘獎兒童少年節目主持人獎。

## 演藝生涯
陳瑋薇高中暑假時去兒童劇團演舞台劇，當Showgirl、去舞蹈教室打工，幫藝人伴舞，因而踏進演藝界。
2006年，參加民視「成名一瞬間」節目，奪得第一屆比賽總冠軍。
2013年，演出薪傳獎短片類《重生》，獲得女主角獎。
2014年，主持大愛電視兒童節目《生活裡的科學》榮獲第49屆金鐘獎－兒童少年節目主持人獎。
2016年，在FHM 男人幫全球百大美女票選中，拿下第88名的位置。

## 主持作品

### 《電視》主持
| 年份      | 頻道              | 節目             | 備註     |
| 2008      | 民視              | 阿誠幫幫忙       |          |
| 2013      | 大愛              | 把愛傳出去       | 外景主持 |
| 2013-2018 | 大愛              | 生活裡的科學     |          |
| 2015-2016 | 大愛              | 美麗新生活       |          |
| 2016      | 非凡電視台        | 360行向前衝      |          |
| 2017      | YouTube、Facebook | 其實就是醬       |          |
| 2020-     | 大愛電視          | 小主播看天下WOW! |          |
| 2020-     | 大愛電視          | TRY科學          |          |

### 《活動》主持
- 2017年　BMW新車發表會主持、聖女之歌ZERO遊戲展覽主持
- 2017年　Mobil1車養護店主會議 晚宴主持
- 2018年　南俊41尾牙活動主持
- 2018年　和運租車春酒晚會主持
- 2018年　全國商店優選傑出店長頒奬典禮主持
- 2019年　Marccain德國服飾品牌遠企購物中心開幕記者會
- 2019年　連鎖加盟餐會暨理事長交接典禮
- 2019年　曙光祭—免廢收聽暖身記者會
- 2019年　淡水《曙光祭》跨年晚會主持
- 2019年　台北東區PLUS混有意思活動主持[4]
- 2019年　公視我的婆婆怎麼那麼可愛演員發布記者會

## 電視劇/網路劇
| 年份   | 頻道       | 劇名                       | 角色       |
| 2014年 | 大愛電視台 | 長情劇展- 阿清的人生三部曲 | 阿英       |
| 2015年 | 大愛電視台 | 歸·娘家                    | 鍾易錚     |
| 2019年 | 三立台灣台 | 炮仔聲                     | 攝影師     |
| 2020年 | 大愛電視台 | 歲歲年年                   | 蕭婷莉     |
| 2020年 | 三立台灣台 | 天之驕女                   | 顏筱晴     |
| 2020年 | 公視       | 我的婆婆怎麼那麼可愛       | 記者       |
| 2022年 | 華視       | 婚姻結業式                 | 謝碧雲     |
| 2022年 | 台視       | 美麗人生                   | 梁素如     |
| 2022年 | 大愛電視台 | 冬菊，沒問題！             | 陳玲媚     |
| 2023年 | 中視       | 開創者                     | 石首鳴妻子 |
| 2024年 | 東森超視   | 阿榮與阿玉                 | 王律師妻   |
| 2025年 | 大愛電視台 | 我們六個                   | 洪素貞     |

## 電影
| 年份              | 片名                           | 角色 | 導演           |
| 上映電影          |                                |      |                |
| 2011              | 殺手歐陽盆栽                   |      | 李豐博、尹志文 |
| 2012              | 龍飛鳳舞                       |      | 王育麟         |
| 電視電影/網路電影 |                                |      |                |
| 2011              | 公視人生劇展《看見0.04的幸福》 |      | 張哲書         |
| 2013              | 緯來電影《我的富爸爸》         | 老師 | 張哲書         |
| 2017              | 校花神經喵願池傳說             |      | 焦喆英         |

## MV演出
- 2005年　2moro《牽著你》、《shabu shabu》
- 2006年　汪佩蓉《男人味女人味》
- 2007年　五月天《對味》
- 2009年　梁文音《哭過就好》
- 2011年　林凡《眼淚流回去》
- 2013年　MC HOTDOG《嗨嗨人生》
- 2014年　韋禮安《We'll Never Know》
- 2020年　宇宙人《禁止觸摸》

## 廣告
- 台鹽綠迷亞
- 新光三越週年慶
- 漢堡王
- OLAY
- 家樂福
- 屈臣氏
- LOTTE蛋黃派
- 遠傳
- 中華電信
- 台北市政府形象廣告
- 花旗銀行
- 麒麟啤酒
- 宏泰人壽
- 電信Samsung手機
- Maybelline彩妝(大陸)
- SONY相機
- 冰火伏特加
- YAMAHA
- 每朝健康綠茶
- 康師傅泡麵
- 康師傅紅茶
- 2016年   麥當勞McCafé讓對話更有溫度｜「告白篇」
- 2019年   南山人壽 A&H之歌「活力洋溢」
- 2019年   池靈抗菌EX科技潔淨洗衣精

## 獎項紀錄
| 年份 | 獲提名                | 獎項                              | 結果   |
| ---- | --------------------- | --------------------------------- | ------ |
| 2006 |                       | 民視「成名一瞬間」第一屆節目比賽  | 總冠軍 |
| 2013 | 《重生》              | 第10屆新傳獎劇情片類最佳女演員    | 獲獎   |
| 2014 | 《生活裡的科學》      | 第49屆金鐘獎 兒童少年節目主持人獎 | 獲獎   |
| 2016 | 《生活裡的科學》      | 第51屆金鐘獎兒童少年節目主持人獎  | 提名   |
| 2018 |                       | 男人幫FHM百大美女                 | 入選   |
| 2020 | 《小主播看天下 WOW!》 | 第55屆金鐘獎兒童少年節目主持人獎  | 提名   |
| 2021 | 《Try科學》           | 第56屆金鐘獎兒童少年節目主持人獎  | 提名   |
| 2022 | 《Try科學》           | 第57屆金鐘獎兒童少年節目主持人獎  | 提名   |

## 外部連結
- 陳瑋薇 Christy粉絲的Facebook專頁
- 陳瑋薇 Christy的Instagram帳戶
- 華文影史庫 陳瑋薇 簡介 （页面存档备份，存于）